# Antiklerikalism
Antiklerikalism är de rörelser som försöker minska prästerskapets inflytande i det offentliga livet, oftast med avseende på romersk-katolska länder. 
Företeelsen blev vanlig vid franska revolutionen, då man på sina håll gick ännu längre och även vände sig emot kristendomen som sådan under Avkristningen under franska revolutionen. Begreppet myntades dock inte förrän på 1800-talet. Den franska antiklerikalismen riktade sig mot den katolska kyrkan och prästerskapet, vilket bland annat ledde till att kyrka och stat skildes åt i Frankrike 1905. 
Begreppet kan anta flera olika former och är alltså knappast enhälligt. Allt från de fredliga protesterna mot Kyrkostaten i Italien under 1870-talet, till regelrätta mord på bland annat präster, nunnor, munkar och annan kyrkopersonal under till exempel franska revolutionen eller inbördeskriget i Mexiko.